# فينيست كورليوني
فينسنت سانتينو كورليوني (مانسيني) هو شخصية خيالية في فيلم عام 1990 ، العراب الجزء الثالث ، واللذي لعب دوره أندي غارسيا ، تم ترشيحه لجائزة الأوسكار عن أدائه. فينسنت هو الابن غير الشرعي لسوني كورليوني وعشيقته لوسي مانشيني. وفي النهاية خلف عمه مايكل كرئيس لعائلة كورليون. تم استخدام الاستمرارية (التوليف المترابط) لخلق وجود للشخصية في فيلم العراب لان كما هو واضح من رواية ماريو بوزو الأصلية أن لوسي لم تحمل بطفل من سوني.

## العائلة
- سوني كورليوني—الأب
- سوني كورليوني—الأُم
- Francesca Corleone—paternal half-sister
- Kathryn Corleone—paternal half-sister
- Frank Corleone—paternal half-brother
- Santino Corleone, Jr.—paternal half-brother
- فيتو كورليوني—paternal grandfather
- Carmela Corleone—paternal grandmother
- Fredo Corleone—paternal uncle
- مايكل كورليوني—paternal uncle
- Constanzia "Connie" Corleone—paternal aunt
- Anthony Corleone—paternal cousin
- Mary Corleone—paternal cousin/lover
- Victor Rizzi—paternal cousin
- Michael Rizzi—paternal cousin